# Adelphocoris seticornis
Espèce
Adelphocoris seticornis est une espèce d'insectes du sous-ordre des hétéroptères (punaises).